# Križev pot
Krížev pót (latinsko Via crucis) je likovna upodobitev Jezusovega trpljenja od trenutka, ko ga je Poncij Pilat obsodil na smrt, do trenutka, ko ga mrtvega položijo v grob. Križev pot je poleg tega tudi molitev, ki jo verniki molijo, ko se spominjajo tega trpljenja. Križev pot poznajo Rimskokatoliška cerkev, Evangeličanska cerkev in še nekatere druge protestantske Cerkve.
Križev pot se je razvil iz pobožnosti romarjev, ki so v Jeruzalemu sledili Jezusovi poti od mesta proti Golgoti. Ob poti so se ustavljali in molili, ob tem pa so se spominjali posameznih prizorov Jezusovega trpljenja. Križev pot se je razširil po Evropi zlasti po 13. stoletju, zaradi pobožnosti svetega Frančiška Asiškega in njegovih učencev.

## Likovna upodobitev
Križev pot sodi med standardno opremo katoliških cerkva. Sestavljen je iz 14 slik, ki imajo standardizirano vsebino in jih imenujemo tudi postaje (po starem štacijoni) križevega pota. Postaje, kot jih poznamo danes, so nastale v 17. stoletju. Povzete so po Svetem pismu in po izročilu:
- 1. postaja:
 Pilat obsodi Jezusa na smrt
- 2. postaja:
 Jezus vzame križ na svoje rame
- 3. postaja:
 Jezus prvič pade pod križem
- 4. postaja:
 Jezus sreča svojo žalostno mater
- 5. postaja:
 Simon iz Kirene pomaga Jezusu nositi križ
- 6. postaja:
 Veronika poda Jezusu potni prt
- 7. postaja:
 Jezus drugič pade pod križem
- 8. postaja:
 Jezus tolaži jeruzalemske žene
- 9. postaja:
 Jezus tretjič pade pod križem
- 10. postaja:
 Jezusa slečejo in mu dajo piti kis pomešan z žolčem
- 11. postaja:
 Jezusa pribijejo na križ
- 12. postaja:
 Jezus umre na križu
- 13. postaja:
 Jezusa snamejo s križa in ga izročijo materi
- 14. postaja:
 Jezusa položijo v grob

Nekatere cerkve v Sloveniji imajo postavljen tudi zunanji križev pot v obliki 14 kapelic (ali znamenj), od katerih vsaka predstavlja po eno postajo. Take kapelice so pogosto postavljene po pobočju hriba, ki se potem imenuje Kalvarija, ker predstavlja hrib, na katerem je bil Jezus križan.  

## Molitev
Molitev križevega pota vernikom pomaga, da v duhu spremljajo Jezusa od Pilatove hiše do Golgote. Pri molitvi se verniki v mislih ustavijo pri vsaki od postaj. Molitev vsake od postaj se začne z verzom
"Molimo te Kristus in te hvalimo, ker si s svojim križem svet odrešil."
Sledi premišljevalna molitev, ki ni standardizirana. Njena lepota je ravno v odkrivanju novih in novih poudarkov. 
Molitev križevega pota je najbolj v navadi v postnem času, še zlasti na veliki petek, ki predstavlja obletnico Jezusove smrti.

## Papežev križev pot
Papež vsako leto na veliki petek tradicionalno vodi posebej svečano molitev križevega pota v rimskem Koloseju. Ta oblika molitve je postala posebej popularna v času, ko je katoliško Cerkev vodil papež Janez Pavel II. Dokler je bil še pri močeh, je papež sam nosil križ od postaje do postaje, pozneje pa so to vlogo prevzeli drugi, papež pa je opazoval procesijo s Palatinskega griča. Papež Janez Pavel II. je v križev pot večkrat uvedel tudi svobodnejšo interpretacijo in uvajanje postaj, ki niso čisto identične tradicionalnim štirinajstim.
Leta 1991 je bil papežev križev pot sestavljen iz naslednjih postaj: 
1. Jezus na vrtu Getsemani
2. Jezus izdan in aretiran
3. Veliki zbor obsodi Jezusa
4. Peter zataji Jezusa
5. Pilat obsodi Jezusa na smrt
6. Jezusa bičajo in s trnjem okronajo
7. Jezusu naložijo križ
8. Simon iz Kirene pomaga Jezusu nositi križ
9. Jezus sreča jeruzalemske žene
10. Jezusa križajo
11. Jezus obljubi skesanemu razbojniku nebesa
12. Mati in učenec pri križanem Jezusu
13. Jezus umre na križu
14. Jezusa položijo v grob

Tudi papež Benedikt XVI. se je na veliki petek leta 2007 odločil za križev pot s tako izbranimi postajami (glej: Papežev križev pot 2007).

## V slovenskih narečjih in pokrajinskih jezikih
Prekmurščina

Svéta Križna Pot
1. Jezuša na smrt osodijo
2. Jezuš vzeme Križ na svoje rame
3. Jezuš odprvim spádne pod Križom
4. Jezuš sréča svojo žalostno mater
5. Šimon Cirenéuš pomága Jezuši križ nesti
6. Veronika Jezuši robec ponüdi
7. Jezuš obdrügim spádne pod križom
8. Jezuš toláži jeruzálemske žene
9. Jezuš obtrétjim spádne pod Križom
10. Jezuša slečéjo i njemi žuč piti dávajo
11. Jezuša na križ pribijejo
12. Jezuš na križi vmerjé
13. Jezuša z Križa vzemejo i žalostnoj Materi v nároče položijo
14. Jezuša v grob položijo

Molitvena Kniga, Zalozso Zvér János kniga v muraszombati; Trétja izdaja, ODOBRENA OD CÉRKVENE OBLÁSZTI, 1942.